# Ellen Wheeler
Ellen Jayne Wheeler (Glendale, 9 de outubro de 1961) é uma atriz, diretora e produtora estadunidense vencedora do Emmy Award. Seus trabalhos mais conhecidos incluem Another World e All My Children..

## Vida pessoal
Wheeler é membro de A Igreja de Jesus Cristo dos Santos dos Últimos Dias. Ela mora com o marido e os filhos em Utah.